# Chumayel
Chumayel este un orășel din peninsula Yucatán, Mexic.
Chumayel este unul din cele 106 municipii care se găsesc în statul mexican Yucatán. Se găsește aproximativ la 70 kilometri de orașul Mérida. Are o suprafață de 45.99 km² și în 2005 avea 2.937 locuitori, din care 1.427 bărbați și 1.510 femei.